# Marcellin Béraud
Marcellin Béraud est un homme politique français né le 28 novembre 1741 à Lyon (Rhône) et mort le 24 juin 1809 à Valbenoîte (Loire).

## Biographie
Juge de paix, il est député de Rhône-et-Loire à la Convention, où il vote pour la réclusion de Louis XVI. Il passe au Conseil des Anciens, comme député de la Loire, le 23 vendémiaire an IV et quitte la vie politique en 1797.

## Sources
- « Marcellin Béraud », dans Adolphe Robert et Gaston Cougny, Dictionnaire des parlementaires français, Edgar Bourloton, 1889-1891 [détail de l’édition]